# Україна на зимовій Універсіаді 2009
Україна брала участь у Зимовій Універсіаді 2009 у Харбіні (Китай) удев'яте за свою історію. У змаганнях брали участь 71 спортсменів та 21 тренер, які представляли 24 вищих навчальних закладів із 10 регіонів країни.
Українські спортсмени завоювали 7 медалей різного ґатунку (1 золоту, 2 срібні та 4 бронзові), виборовши 11 загальнокомандне місце серед 44 країн світу.
Найбільшу кількість спортсменів делегували до збірної Харківська, Сумська, Тернопільська, Київська, Чернігівська області та м. Київ. Підготовку та участь у змаганнях спільними зусіллями забезпечували Комітет з фізичного виховання та спорту, Спортивна студентська спілка України, Федерації України з зимових видів спорту.

## Учасники
| Спорт               | Чоловіки | Жінки | Всього |
| ------------------- | -------- | ----- | ------ |
| Гірськолижний спорт | 3        | 3     | 6      |
| Лижні перегони      | 8        | 7     | 15     |
| Біатлон             | 8        | 8     | 16     |
| Лижне двоборство    | 3        | -     | 3      |
| Фігурне катання     | 4        | 5     | 9      |
| Сноубординг         | 4        | 4     | 8      |
| Шорт-трек           | 5        | -     | 5      |
| Фристайл            | 2        | -     | 2      |
| Ковзанярський спорт | 2        | -     | 2      |
| Всього              | 41       | 43    | 71     |

Кількість учасників і завойованих медалей серед територій України
| Територія         | Учасників | Медалі | Медалі | Медалі |
| Територія         | Учасників | 1      | 2      | 3      |
| ----------------- | --------- | ------ | ------ | ------ |
| м. Київ           | 13        | -      | -      | -      |
| Сумська           | 10        | 1      | 1+1к   | 1к     |
| Харківська        | 9         | -      | -      | 2к     |
| Тернопільська     | 9         | -      | -      | -      |
| Чернігівська      | 8         | -      | 1к     | 2+3к   |
| Київська          | 7         | -      | 1к     | -      |
| Івано-Франківська | 5         | -      | -      | -      |
| Дніпропетровська  | 4         | -      | -      | -      |
| Закарпатська      | 3         | -      | -      | -      |
| Львівська         | 2         | -      | -      | -      |
| Всього            | 71        | 1      | 1+1к   | 2+2к   |

Кількість учасників і завойованих медалей серед вищих навчальних закладів України
| Навчальний заклад                                                  | Учасників | Медалі | Медалі | Медалі |
| Навчальний заклад                                                  | Учасників | 1      | 2      | 3      |
| ------------------------------------------------------------------ | --------- | ------ | ------ | ------ |
| Харківська державна академія фізичної культури                     | 19        | -      | 1к     | 1+1к   |
| Чернігівський національний педагогічний університет                | 7         | -      | 1      | 2+2к   |
| Львівський державний університет фізичної культури                 | 7         | -      | -      | -      |
| Сумський державний педагогічний університет                        | 6         | -      | 1к     | 1к     |
| Національний університет фізичного виховання і спорту України      | 6         | -      | -      | -      |
| Тернопільський національний економічний університет                | 4         | -      | -      | -      |
| Київський національний торговельно-економічний університет         | 3         | -      | -      | -      |
| Київський національний університет ім. Т. Г. Шевченка              | 2         | -      | -      | -      |
| Дніпропетровський державний інститут фізичної культури             | 2         | -      | -      | -      |
| Українська академія банківської справи НБУ                         | 1         | -      | -      | -      |
| Ужгородський національний університет                              | 1         | -      | 1      | -      |
| Сумський національний аграрний університет                         | 1         | 1      | 1      | 1к     |
| Прикарпатський національний університет                            | 1         | -      | -      | -      |
| Глухівський національний педагогічний університет                  | 1         | -      | -      | -      |
| Національний університет біоресурсів та природокористування        | 1         | -      | -      | -      |
| Броварське вище училище фізичної культури                          | 1         | -      | -      | -      |
| Дніпропетровський національний університет                         | 1         | -      | -      | -      |
| Київський національний університет будівництва і архітектури       | 1         | -      | -      | -      |
| Дніпропетровський державний аграрний університет                   | 1         | -      | -      | -      |
| Національна академія внутрішніх справ України                      | 1         | -      | -      | -      |
| Івано-Франківський національний технічний університет нафти і газу | 1         | -      | -      | -      |
| Національний авіаційний університет                                | 1         | -      | -      | -      |
| Міжнародний економіко-гуманітарний університет ім. С. Дем'янчука   | 1         | -      | -      | -      |
| Всього                                                             | 56        | 5      | 4      | 2      |